# Chùa Liên Trì (Thành phố Hồ Chí Minh)
Chùa Liên Trì từng là một ngôi chùa Phật giáo được xây dựng cách nay hơn nửa thế kỷ từng tọa lạc tại phường An Khánh, Quận 2, Thành phố Hồ Chí Minh. Nó là một trong số ít ỏi những ngôi chùa còn giữ được truyền thống thuần túy của Giáo hội Phật giáo Việt Nam Thống nhất kể từ sau biến cố năm 1975. Dù là một chùa rất nhỏ ở Sài Gòn, nhưng Liên Trì lại nằm trong danh sách được quan tâm đặc biệt của cơ quan phụ trách nhân quyền thuộc Liên Hợp Quốc và của Quốc hội Mỹ. Giáo hội Phật giáo Việt Nam Thống nhất không được Chính quyền của Nhà nước Cộng hòa xã hội chủ nghĩa Việt Nam công nhận.

Đến ngày 8 tháng 9 năm 2016, Chùa Liên Trì bị giải tỏa và di dời đến “chùa Liên Trì mới” tại khu vực Thạnh Mỹ Lợi cùng địa bàn quận 2 .

## Pháp lý
Ban trị sự Thành hội Phật giáo TP Hồ Chí Minh khẳng định: “Chùa Liên Trì do thầy Thích Không Tánh, thế danh Phan Ngọc Ấn cai quản, không có quyết định bổ nhiệm trụ trì của Thành hội Phật giáo, không tham gia sinh hoạt phật sự với Giáo hội Phật giáo Việt Nam” (một thành viên của Mặt trận Tổ quốc Việt Nam được Đảng Cộng sản Việt Nam lãnh đạo.)
Hòa thượng Thích Không Tánh, trụ trì tại chùa Liên Trì, từng bị Tòa án Nhân dân TP. Hồ Chí Minh tuyên phạt hồi năm 1995 cùng với Hòa thượng Thích Quảng Độ, một nhân vật bất đồng chính kiến khác, với mức án mỗi người 5 năm tù về tội 'phá hoại chính sách đoàn kết' và 'lợi dụng quyền tự do dân chủ xâm phạm lợi ích Nhà nước'.

## Cưỡng chế thu hồi đất
Chùa Liên Trì và khu vực xung quanh được chính quyền Thành phố Hồ Chí Minh quy hoạch xây dựng khu đô thị mới Thủ Thiêm.
Ngày 03/09/2014, UBND quận 2 ra Quyết định số 3794/QĐ-UBND về phê duyệt Phương án bồi thường, hỗ trợ thiệt hại cơ sở thừa tự Chùa Liên Trì.
Ngày 6/6/2016, Ủy ban MTTQ Việt Nam Q.2 cùng với các ban ngành, đoàn thể và UBND P.An Khánh đã đến tiếp xúc, vận động và đề nghị sẽ hỗ trợ thêm cho cơ sở thờ tự chùa Liên Trì một khoản kinh phí nhất định, đảm bảo có thể xây dựng lại nơi thờ tự mới khang trang hơn để sinh hoạt tôn giáo
Ngày 05/09/2016, chính quyền quận 2, Thành phố Hồ Chí Minh đã gửi "Quyết định thu hồi đất" lần thứ hai tới chùa Liên Trì sau nhiều lần thương thuyết thất bại, trách nhiệm chủ yếu là từ Trụ trì nhà chùa Hòa thượng Thích Không Tánh do đã không chịu bàn giao đất với số tiền bồi thường của chính quyền, tuy rằng tiền bồi thường cho khu vực đất chùa Liên Trì cao hơn mặt bằng chung khu vực.
Đến ngày 8 tháng 9 Chùa Liên Trì bị san bằng , Thượng tọa Thích Đồng Minh, người cùng trụ trì chùa với Hòa thượng Thích Không Tánh, cho biết cùng ngày: ““Hiện tại, chúng tôi không biết tình hình trong chùa thế nào, nhưng có thể đồ đạc của các thầy, tượng Phật và tro cốt của Phật tử đã bị đem ra ngoài.” 
Linh mục Đinh Hữu Thoại, thuộc Phòng Công lý Hoà Bình Dòng Chúa Cứu Thế Sài Gòn cho là: "Cái quyết tâm triệt hạ chùa Liên Trì là họ muốn xoá đi một ngôi chùa mà đối với họ là một cái gai. Nơi đó thầy Không Tánh đã làm rất nhiều việc cho dân oan, xã hội dân sự, thương phế binh Việt Nam Cộng Hoà, thuộc Giáo hội Việt Nam thống nhất nữa. đó là những yếu tố mà họ quyết tâm họ triệt hạ. Đối với bên Dòng Mến Thánh Giá và Nhà thờ Thủ Thiêm thì nó chỉ về giá trị vật chất, tài sản thôi. Cho đến bây giờ thì chưa thấy dấu hiệu gì cho thấy họ sẽ thu hồi hai nơi đó cả." 
Đền bù
Chùa Liên Trì được chính quyền bồi thường số tiền là 784 131 120đ.
Tái bố trí tại khu đất có diện tích 698,1{\displaystyle m^{2}} thuộc khu dân cư 50ha, phường Cát Lái, quận 2 (diện tích được tái bố trí chênh lệch tăng so với diện tích tiêu chuẩn là 88,35m2).
Ngày 07/05/2016, Ban bồi thường giải phóng mặt bằng quận 2 đã gửi toàn bộ số tiền bồi thường, hỗ trợ thiệt hại nêu trên vào tài khoản ngân hàng nhà chùa.
Ngoài số tiền nêu trê, nếu cơ sở thừa tự chùa Liên Trì đồng thuận chính sách bồi thường, Ủy ban Mặt trận tổ quốc Việt Nam Thành phố Hồ Chí Minh sẽ hỗ trợ thêm 4 000 000đ/m{\displaystyle ^{2}} với phần công trình xây dựng chính có diện tích là 414,31m{\displaystyle ^{2}} với số tiền 1 657 280 000đ. Tổng số tiền bồi thường, hỗ trợ là 2 441 411 120đ.
Liên quan đến việc bồi thường và đền bù cho Chùa Liên Trì trong quyết định cưỡng chế, Thượng Toạ Thích Không Tánh khẳng định chùa và các quí thầy không chấp nhận cơ sở do chính quyền đã dựng sẵn ở Cát Lái để đền bồi cho chùa.

## Các cơ sở tôn giáo khác
Nhà thờ Thủ Thiêm và Tu viện Mến Thánh Giá là hai cơ sở tồn tại ở Thủ Thiêm hơn một thế kỷ qua. Vào tháng 10 năm 2015, một cơ sở giáo dục được các nữ tu dòng Dòng Mến Thánh Giá Thủ Thiêm xây dựng từ thập niên 1960, bị nhà nước tiếp quản sau năm 1975, bị giải toả. Bên nhà dòng cho cơ sở đó thuộc về mình, tuy bằng lòng giải toả nhưng phải có sự đền bù thoả đáng. Linh mục Đinh Hữu Thoại cho biết đến thời điểm này, chưa có dấu hiệu gì cho thấy chính quyền Quận 2 muốn thu hồi hai cơ sở còn lại này.
Ông và những người quan tâm đất đai của những cơ sở tôn giáo còn lại tại Thủ Thiêm cho rằng ‘khu đô thị mới thì cũng cần những nơi dành cho tín đồ, giáo dân đến nguyện cầu, sinh hoạt sau những chuỗi ngày vất vả mưu sinh’.